# Società Polisportiva Tre Penne
La Società Polisportiva Tre Penne (en español: Sociedad Polideportiva Tres Plumas) es un club de fútbol con sede en la Ciudad de San Marino, San Marino, que juega en el Campeonato Sanmarinense de fútbol. Fue fundado en 1956 y sus colores son el azul y el blanco.
El Tre Penne es uno de los clubes más laureados del fútbol y el primer equipo en ganar un partido de champions league oficial. Sanmarinense con cinco ligas, siete Copas Titano y 3  supercopas(4 contando el extinto  Trofeo Federal). El 9 de julio de 2013 se convirtió en el primer club de San Marino en ganar un partido de competición europea al derrotar al Shirak, el campeón armenio, 1–0 en la vuelta del partido de primera fase de la Liga de Campeones de la UEFA 2013–14.

## Jugadores
Jugadores destacados

🇧🇷 Maicon
🇸🇲 Robertini Gamerino

## Palmarés

### Torneos nacionales
- Campeonato Sanmarinense de fútbol (5): 2011-12, 2012-13, 2015-16, 2018-19, 2022-23
- Copa Titano (7): 1967, 1970, 1982, 1983, 1999-00, 2016-17
- Trofeo Federal/Supercopa de San Marino (4): 2005, 2013, 2016, 2017

## Participación en competiciones de la UEFA
| Temporada | Torneo                        | Ronda            | Club                | Casa | Visita | Global |
| --------- | ----------------------------- | ---------------- | ------------------- | ---- | ------ | ------ |
| 2010–11   | UEFA Europa League            | Clasificatoria 2 | HŠK Zrinjski Mostar | 2–9  | 1–4    | 3–13   |
| 2011–12   | UEFA Europa League            | Clasificatoria 1 | FK Rad              | 1–3  | 0–6    | 1–9    |
| 2012–13   | UEFA Champions League         | Clasificatoria 1 | F91 Dudelange       | 0–4  | 0–7    | 0–11   |
| 2013–14   | UEFA Champions League         | Clasificatoria 1 | Shirak FC           | 1–0  | 0–3    | 1–3    |
| 2016-17   | UEFA Champions League         | Clasificatoria 1 | The New Saints      | 0-3  | 1-2    | 1-5    |
| 2017-18   | UEFA Europa League            | Clasificatoria 1 | FK Rabotnicki       | 0–1  | 0–6    | 0–7    |
| 2019-20   | UEFA Champions League         | Ronda Preliminar | FC Santa Coloma     | 0–1  |        |        |
| 2019-20   | UEFA Europa League            | Clasificatoria 1 | Sūduva Marijampolė  | 0–5  | 0–5    | 0–10   |
| 2020-21   | UEFA Europa League            | Ronda Preliminar | Gjilani             | 1–3  | –      | 1–3    |
| 2021-22   | Europa Conference League      | 1                | Dinamo Batumi       | 0–4  | 0–3    | 0–7    |
| 2022-23   | Europa Conference League      | 1                | Tuzla City          | 0-2  | 0-6    | 0-8    |
| 2023-24   | UEFA Champions League         | Ronda Preliminar | Breiðablik          | 1-7  | 1-7    | 1-7    |
| 2023-24   | UEFA Europa Conference League | 2                | Valmiera FC         | 0-3  | 0-7    | 0-10   |
| 2024-25   | Europa Conference League      | 1                | Floriana            | 1-1  | 1-3    | 2-4    |

Primer equipo sanmarinense que ha logrado ganar un partido de la UEFA Champions League